# Manning Marius Kimmel

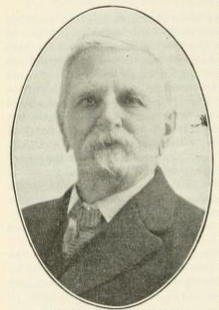
Manning Marius Kimmel, aufgenommen 1910

Manning Marius Kimmel (* 25. Oktober 1832 in Apple Creek, Perry County, Missouri; † 27. Februar 1916 in Henderson, Kentucky) war ein US-amerikanischer Offizier und Ingenieur.

## Leben
Manning M. Kimmel war der Sohn von Joseph Singleton Husband Kimmel (1797–1868) und Caroline Monica Manning (1813–1832). Seine Mutter starb bei seiner Geburt. Er begann ein Studium an der Princeton University, wurde von dort aber verwiesen, weil er einen Studentenprotest organisiert hatte. 1853 erhielt er einen Platz an der Militärakademie West Point, die er 1857 mit Auszeichnung abschloss. Die Princeton University verlieh ihm daraufhin ehrenhalber den akademischen Grad eines Bachelor of Arts. Am 1. Juli 1857 erhielt er seine vorläufige und nach dem Besuch der Kavallerieschule in Carlisle, Pennsylvania, am 18. August 1858 seine endgültige Ernennung zum Leutnant in der Kavallerie.
Als Offizier im 2. Kavallerieregiment (2nd Cavalry) nahm Kimmel an den Kriegen gegen die Indianer in Texas teil und war an mehreren Einsätzen beteiligt. Am 1. April 1861 wurde er zum Oberleutnant (First Lieutenant) befördert. Im Sezessionskrieg war Kimmel, obwohl er mit den Südstaaten sympathisierte, als Offizier der Unionsarmee bei der ersten Schlacht von Bull Run (21. Juli 1861) und der Verteidigung der Hauptstadt Washington, D.C. dabei (Juli bis August 1861), wechselte aber noch im selben Jahr die Seiten und trat in die Armee der Konföderierten über. Dort tat er Dienst in den Stäben der Generale Price, Van Dorn und Magruder, zuletzt im Rang eines Majors.
Nach Kriegsende ging Kimmel aus Furcht vor Verfolgung nach Mexiko und war dort in Mexiko-Stadt sowie in Veracruz als Eisenbahningenieur tätig. In die Vereinigten Staaten zurückgekehrt, war er von 1874 bis 1884 in leitender Position in der St. Bernard Mining Company (Kohleförderung) in St. Charles, Kentucky, tätig. 1884 nahm er seinen Wohnsitz in Henderson, wo er als Kohlenhändler und Immobilienmakler tätig war.
Aus der 1868 mit Sibella („Sibbie“) Lambert (* 19. März 1846; † 23. Januar 1919) geschlossenen Ehe gingen mehrere Kinder hervor, darunter der spätere Befehlshaber der US-Pazifikflotte, Admiral Husband E. Kimmel. Kimmel starb 1916 in Henderson und wurde auch dort beigesetzt. Sein Grab auf dem Fernwood Cemetery existiert noch heute.